# Cutoff (fisica)
In fisica teorica, il cutoff (o cut-off) oppure valore di taglio è un valore di soglia, massimo o minimo, associato ad una grandezza fisica, quale energia, impulso o lunghezza, e tale per cui oggetti con valori  di queste grandezze fisiche superiori o inferiori al cut-off vengono ignorati. È di solito rappresentata all'interno di una determinata scala di energia o di lunghezze, come unità di Planck.

## Descrizione
Per esempio, il cut-off  dell'infrarosso rappresenta il valore minimo di energia - o, in equivalenza, la massima lunghezza d'onda - di cui l'occhio umano è in grado di tener conto. Analogamente, il valore di taglio dell'ultravioletto rappresenta il valore massimo di energia - o la lunghezza d'onda minima - percepibile dall'occhio umano.
Quando alcune quantità fisiche vengono calcolate  come integrali rispetto all'energia fisica o a un'altra grandezza equivalente, i valori di cutoff determinano i limiti di integrazione. Teoricamente, il calcolo esatto di una quantità fisica dovrebbe prevedere come limiti di integrazione lo zero (o il meno infinito) e l'infinito, tuttavia in molti casi un integrale di questo tipo fornisce valori divergenti e quindi l'uso dei valori di cutoff è necessario per ottenere un valore finito.
In questo caso è necessario stabilire dei criteri per la  dipendenza della quantità fisiche sulla scelta dei cutoff: questo in effetti è il principale obiettivo della teoria del gruppo di rinormalizzazione, che trova piena giustificazione in termini di teorie efficaci.
Essenzialmente si tratta della capacità che ha lo strumento matematico delle teorie di campo di affrancarsi da una descrizione fisica dettagliata al di sotto di una certa scala di lunghezze (e corrispondentemente al di sopra di una certa scala di energie) per poter dare una descrizione adeguata al di sopra di quella scala di lunghezze (al di sotto di quella scala di energie).